# Новокосинский пруд
Новокосинский (Суздальский, Нищий, Утиный, Поганый) пруд — старый пруд, расширенный в конце XX, начале XXI века, диаметром 95-115 метров с узким заливом в бассейне реки Нищенки, вблизи её водораздела с рекой Пехоркой в ложбине верхнего течения Косинского ручья.
Расположен в районе Новокосино на улице Суздальской, рядом с Храмом Всех святых в Земле Российской просиявших, для строительства которого была засыпана северная часть пруда. Рядом находятся автобусные остановки. В 2018—2019 годах проводилась очистка водоёма и его благоустройство.
В водоёме водится рыба, на него прилетают птицы, летом имеет высокую посещаемость людьми.

## История

Вид на пруд в 2014 году, до проведения работ по благоустройству

Считалось, что появился во второй половине XX века. Однако на карте 1952 года пруд уже существует. Это был небольшой водоём с ручьём, впадавшим в озеро Чёрное. Строительство МКАД и улиц Николая Старостина и Суздальской отделили его, для застройки района жилыми домами пруд осушили, при этом ручей был потерян. В то же время в котловане вновь появилась вода. Южная часть пруда была сформирована к началу XXI века. В 2009—2010 годах, часть северной засыпали и на ней возвели храм. В 2013 году проводилось благоустройство территории вокруг пруда.

Вид на пруд с набережной

В 2019 году проводились работы по благоустройству и очистке пруда. Воду из пруда откачали, убрали мусор и ил. Рыбу выловили и отпустили в другом водоёме. Пруд сделали глубже, а дно засыпали песком и щебнем. В местах, где установлены водостоки, по которым вся вода после дождей и талая вода с улиц сливается в пруд, были установлены песколовки — сооружения по первичной очистке сточных вод. Были созданы биоплата, которые представляют собой специальные ложа, в которые высадили в определённом порядке камыш озёрный, рогоз широколистный и тростник южный. Растения создадут естественный фильтр, через который в пруд будет проходить уже очищенная вода. В пруд закачали новую чистую воду.
Очищать воду помогают гидробионты — рачки, ракообразные, моллюски, беззубки, которых запустили на биоплато. В водоём запустили рыбу, которая также поддерживает естественное равновесие растений и водорослей. Со стороны храма крутой склон был укреплён лиственничными сваями. Берег вдоль улицы Суздальской также частично укрепили сваями. Противоположный от храма берег укрепили габионной подпорной стенкой, которую декорировали в виде древней каменной монастырской стены. По состоянию на 2020 год утки по прежнему прилетают.

## Галерея

Вид на здание церкви и площадку у воды
Вид на воду со стороны набережной Суздальской улицы
Вид на набережную Суздальской улицы
Утки на утином пруду
Вид на пруд и здание «Храма Всех святых в Земле Российской просиявших»
Вид с набережной на воду и каменную площадку у воды
Площадка у воды уложенная камнем
4-й лестничный марш на заднем плане 3-й у набережной видна труба через которую поступает вода из Косинского ручья